# 양양 (1976년)
양양(중국어 간체자: 杨扬, 정체자: 楊揚, 병음: Yáng Yáng, 1976년 8월 24일~)은 중화인민공화국의 쇼트트랙인이다. 중화인민공화국 헤이룽장성 자무쓰시 출신으로 국제 무대에서는 이름 한자는 다르지만 발음 및 로마자 표기가 같은 양양(杨阳)과 구분하기 위해 이름 뒤에 (A)를 붙인 양양(A)를 사용했다. 처음에는 나이에 따라 큰 양양/어린 양양을 구분하기 위해 "양양(L)"을 사용했으나 (L)이라는 구분자를 싫어해 이후 태어난 8월을 의미하는 (A)를 사용했다.
1997년 세계 쇼트트랙 선수권 대회에서 전이경과 공동으로 종합우승을 차지한 이후 2002년까지 6회 연속으로 세계 선수권 대회 종합우승을 차지했는데, 이는 남녀 쇼트트랙 선수를 통틀어 최다 연속 종합우승 기록이다. 올림픽에서도 유력한 금메달 후보로 뽑혔지만 1998년 동계 올림픽 1000m 경기에서 실격당했고 2002년 동계 올림픽에서는 1500m 경기에서는 일본 선수들의 견제로 예선 탈락했다. 그러나 500m에서 중국의 동계 올림픽 참가 사상 첫 금메달을 획득한 데 이어서 1000m에서도 금메달을 획득해 2관왕이 되었다. 이후 2006년 동계 올림픽 개막식에서 기수를 맡았고 1000m에서 동메달을 딴 후 은퇴했다.
중국 역사상 가장 화려한 성적을 올린 동계 스포츠 선수이기도 한 그는 베이징에서 열린 2008년 하계 올림픽 개회식에서 중국을 빛낸 8명의 선수 중 하나로 선정되어 올림픽기를 드는 영예를 누리기도 했다.